# Круз Олександр Іванович
Круз Олександр Іванович (Von Kruse; 1731 — 16(05).05.1799) — моряк, адмірал (1790). Син датчанина, який вступив у підданство до російського імператора Петра I й став капітаном-командором. Народився в м. Москва. Служив волонтером на морських суднах, зокрема, під командуванням свого хрещеного батька, майбутнього віце-адмірала Джеймса Кеннеді.
17 (6) черв. 1753 утверджений унтер-лейтенантом рос. флоту. За укладеним потому контрактом іще 2 роки практикувався в морських походах, 1756 приписаний до петербурзької берегової команди. 1758 підвищений у лейтенанти, порядкував придворними яхтами імп. Єлизавети Петрівни.
На Семилітній війні 1856—1863 був поранений під Кольбергом (нині м. Колобжег, Польща). 11 трав. (30 квіт.) 1762 переведений у капітан-лейтенанти. 14 (3) квіт. 1766 призначений командиром фрегата «Надежда», 29 (18) квіт. став капітаном 2-го рангу, 27 (16) квіт. 1767 — командиром лінійного корабля «Евстафий Плакида», через рік — капітаном 1-го рангу.
Герой російсько-турецької війни 1768—1774. Під час Хіоської битви 5 лип. (24 черв.) 1770 командуване ним судно разом із узятим на абордаж ворожим флагманом вибухнуло, однак К. дивом урятувався. За подвиг відзначений орденом св. Георгія 4-го класу. Кілька років командував різними кораблями. На початку 1773 отримав од імп. Катерини II річну відпустку для відновлення здоров'я, після повернення на службу командував лінійним кораблем «Андрей Перво-званный», 1775 — лінійним кораблем «Пантелеймон». 1776 досяг бригадирського рангу.
1777 відряджений на посаду помічника командуючого флоту в Азовському та Чорному морях, 23 (12) черв. очолив флотилію в Керчі, а 8 лип. (27 черв.) — також патрульну флотилію в Балаклаві. 1778 з цими з'єднаннями (вони були підначальні командувачеві рос. військ у Криму й легкого Кубанського корпусу генерал-поручикові О.Суворову) забезпечував охорону південно-зх. частини Криму від Османської імперії. Сприяв утвердженню фактичного протекторату Російської імперії над Кримським ханатом.
Від 12 (1) січ. 1780 — капітан генерал-майорського рангу. Від 25 (14) цього ж місяця — контр-адмірал. Невдовзі був повернутий на Балтику. Від 1783 — віце-адмірал. 1790 на додачу до адміральського чину удостоєний орденів св. кн. Олександра Невського та св. Георгія 2-го класу, а також прикрашеної діамантами золотої шпаги з написом «За храбрость». 1796 нагороджений орденом св. Андрія Первозванного, 1797 — маєтностями «командорства», утвореного для нього імп. Павлом I.
Помер у Кронштадті, де й похований на Лютеранському (Німецькому) цвинтарі.